# Lucio Apronio Cesiano
Lucio Apronio Cesiano (en latín, Lucius Apronius Caesianus) fue un senador romano de la primera mitad del siglo I, que desarrolló su carrera política bajo los imperios de Tiberio, Calígula y Claudio I.

## Familia y carrera
Era hijo de Lucio Apronio, homo novus y consul suffectus en 8, bajo Augusto, además de procónsul de la provincia de África en 21, donde combatió contra los numidas de Tacfarinas, expedición a la que fue acompañado por su hijo, quien sirvió como jefe de las tropas auxiliares de su padre, contribuyendo a la victoria y a la concesión a éste de los ornamenta triumphalia por Tiberio.
Esta contribución a la victoria de su padre le valió ingresar en el colegio de los VII viri epulones en Roma, dedicando a Venus Erucina una inscripción conmemorando esos ornamenta triumphalia de su padre.
Su amistad con Sejano facilitó que en 32 fuese elegido pretor, llegando a burlarse de la calvicie del emperador Tiberio durante las fiestas de la Floralia. Su carrera culminó en 39 como consul ordinarius, junto con Calígula.